# 廖道充
廖道充（1552年—1590年），字見可，號泰寰，四川成都府仁壽縣人，明朝政治人物。

## 生平
隆慶四年（1570年）庚午科順天鄉試第十三名舉人，萬曆十一年（1583年）癸未科會試第四十七名，三甲一百八十五名進士。工部觀政，本年任河南洛陽知縣，十七年調安陸縣，卒于官。

## 家族
曾祖廖永康；祖廖忠，监生；父廖坤，母劉氏；繼母蒲氏；繼母劉氏；繼母楊氏。慈侍下。弟道光。